# Dom wygranych
Dom wygranych (ang. The House) – amerykański film komediowy z 2017 roku w reżyserii Andrew J. Cohena, wyprodukowany przez wytwórnię Warner Bros. Pictures. Główne role w filmie zagrali Will Ferrell i Amy Poehler.
Premiera filmu odbyła się 30 czerwca 2017 w Stanach Zjednoczonych. W Polsce premiera filmu odbyła się 18 sierpnia 2017.

## Fabuła
Nastoletnia córka Scotta (Will Ferrell) i Kate (Amy Poehler) Johansenów – Alex kończy szkołę i dostaje się na studia do college’u. Rodzice wierzą, że Alex – najlepsza uczennica w miasteczku – dostanie stypendium. Rada miasta decyduje jednak przeznaczyć fundusz stypendialny na co innego. Johansenowie próbują więc zdobyć pieniądze na edukację córki. Kiedy ich wysiłki spełzają na niczym, z pomocą przychodzi im Frank Theodorakis – uzależniony od hazardu, zadłużony po uszy sąsiad, którego niedawno zostawiła żona Raina. Trójka desperatów organizuje w jego domu nielegalne kasyno.

## Obsada
- Will Ferrell jako Scott Johansen
- Amy Poehler jako Kate Johansen
- Jason Mantzoukas jako Frank Theodorakis
- Ryan Simpkins jako Alex Johansen
- Nick Kroll jako Bob Schaeffer
- Allison Tolman jako Dawn Mayweather.
- Rob Huebel jako funkcjonariusz Chandler
- Jeremy Renner jako Tommy
- Michaela Watkins jako Raina Theodorakis
- Cedric Yarbrough jako Reggie Henderson
- Andy Buckley jako Craig
- Andrea Savage jako Laura
- Lennon Parham jako Martha
- Gillian Vigman jako Becky
- Kyle Kinane jako Garvey
- Jessie Ennis jako Rachel

i inni

## Produkcja
Zdjęcia do filmu kręcono w Los Angeles, Sierra Madre i Monrovii w stanie Kalifornia w Stanach Zjednoczonych.

## Odbiór

### Box office
Z dniem 13 sierpnia 2017 roku film Dom wygranych zarobił łącznie $25.3 mln dolarów w Stanach Zjednoczonych i Kanadzie, a $7.7 mln w pozostałych państwach; łącznie $33 mln, w stosunku do budżetu produkcyjnego $40 mln.

### Krytyka w mediach
Film Dom wygranych spotkał się z negatywnymi recenzjami od krytyków. W serwisie Rotten Tomatoes średnia ocen filmu wyniosła 17% ze średnią oceną 3,6 na 10. Na portalu Metacritic średnia ocen wyniosła 30 punktów na 100.